# Liste der Bodendenkmale in Bernau bei Berlin
Die Liste der Bodendenkmale in Bernau bei Berlin enthält alle Bodendenkmale der brandenburgischen Stadt Bernau bei Berlin und ihrer Ortsteile auf der Grundlage der Landesdenkmalliste vom 31. Dezember 2021.
Die Baudenkmale sind in der Liste der Baudenkmale in Bernau bei Berlin aufgeführt.
| Gemarkung                             | Flur               | Kurzansprache                                                                                              | Bodendenkmalnummer | Bemerkung | Bild                              |  |
| ------------------------------------- | ------------------ | --- | ------------------ | --- | --------------------------------- |  |
| Bernau (Lage)                         | 48                 | Hügelgrab Urgeschichte, Wüstung deutsches Mittelalter                                                      | 40502              | |                                   |  |
| Bernau (Lage)                         | 35, 39, 40, 43, 46 | Altstadt Neuzeit, Altstadt deutsches Mittelalter                                                           | 40503              | |                                   |  |
| Bernau (Lage)                         | 15                 | Siedlung Bronzezeit                                                                                        | 40504              | |                                   |  |
| Bernau (Lage)                         | 21                 | Siedlung Bronzezeit                                                                                        | 40505              | |                                   |  |
| Bernau (Lage)                         | 42, 43             | Siedlung römische Kaiserzeit                                                                               | 40506              | |                                   |  |
| Bernau (Lage)                         | 32, 36             | Gräberfeld Eisenzeit                                                                                       | 40507              | |                                   |  |
| Bernau (Lage)                         | 21                 | Siedlung slawisches Mittelalter, Wüstung deutsches Mittelalter                                             | 40508              | |                                   |  |
| Bernau (Lage)                         | 21                 | Siedlung Bronzezeit, Siedlung Neolithikum, Siedlung Eisenzeit                                              | 40509              | |                                   |  |
| Bernau (Lage)                         | 17                 | Siedlung Bronzezeit, Siedlung slawisches Mittelalter                                                       | 40510              | |                                   |  |
| Bernau (Lage)                         | 21                 | Rast- und Werkplatz Mesolithikum, Siedlung Bronzezeit, Siedlung Eisenzeit, Siedlung slawisches Mittelalter | 40511              | |                                   |  |
| Bernau (Lage)                         | 21, 43, 44         | Siedlung Urgeschichte, Siedlung slawisches Mittelalter                                                     | 40512              | |                                   |  |
| Bernau (Lage)                         | 21                 | Siedlung Steinzeit, Siedlung Bronzezeit, Siedlung slawisches Mittelalter                                   | 40513              | |                                   |  |
| Bernau (Lage)                         | 21                 | Siedlung Steinzeit, Siedlung Bronzezeit                                                                    | 40514              | |                                   |  |
| Bernau (Lage)                         | 17                 | Siedlung Steinzeit, Siedlung Bronzezeit                                                                    | 40515              | |                                   |  |
| Bernau (Lage)                         | 35                 | Friedhof deutsches Mittelalter, Friedhof Neuzeit, Hospital deutsches Mittelalter, Hospital Neuzeit         | 40518              | |                                   |  |
| Birkholz (Lage)                       | 1                  | Dorfkern Neuzeit, Mühle Neuzeit, Dorfkern deutsches Mittelalter                                            | 40556              | |                                   |  |
| Birkholz (Lage)                       | 2                  | Siedlung Neolithikum                                                                                       | 40786              | Schabermesser( Material Feuerstein) (10 cm lang, 5 cm breit und 2 cm hoch) aus Birkholz. Im oberen Bereich mit Säge im unteren Bereich mit Klinge | Zufallsfund Jungsteinzeitwerkzeug |  |
| Birkholz, Blumberg (Lage)             | 3, 12              | Rast- und Werkplatz Mesolithikum                                                                           | 40555              | |                                   |  |
| Börnicke (Lage)                       | 1, 2               | Turmhügel deutsches Mittelalter, Dorfkern Neuzeit, Dorfkern deutsches Mittelalter                          | 40573              | |                                   |  |
| Börnicke (Lage)                       | 4                  | Siedlung Steinzeit, Siedlung Bronzezeit                                                                    | 40574              | |                                   |  |
| Börnicke (Lage)                       | 1                  | Siedlung Eisenzeit, Hügelgrab Urgeschichte, Siedlung römische Kaiserzeit                                   | 40575              | |                                   |  |
| Ladeburg (Lage)                       | 5                  | Siedlung Urgeschichte                                                                                      | 40517              | |                                   |  |
| Ladeburg (Lage)                       | 2, 3               | Siedlung Bronzezeit                                                                                        | 40621              | |                                   |  |
| Ladeburg (Lage)                       | 1, 14              | Gräberfeld Bronzezeit                                                                                      | 40622              | |                                   |  |
| Ladeburg (Lage)                       | 1                  | Gräberfeld Bronzezeit                                                                                      | 40623              | |                                   |  |
| Ladeburg (Lage)                       | 1                  | Siedlung Bronzezeit                                                                                        | 40624              | |                                   |  |
| Ladeburg (Lage)                       | 4                  | Dorfkern deutsches Mittelalter, Dorfkern Neuzeit                                                           | 40625              | |                                   |  |
| Lobetal (Lage)                        | 1                  | Wüstung deutsches Mittelalter                                                                              | 40643              | |                                   |  |
| Lobetal (Lage)                        | 1                  | Siedlung Neolithikum                                                                                       | 40644              | |                                   |  |
| Lobetal (Lage)                        | 1                  | Siedlung Neolithikum                                                                                       | 40645              | |                                   |  |
| Schönow (Lage)                        | 3, 4               | Dorfkern deutsches Mittelalter, Dorfkern Neuzeit                                                           | 40669              | |                                   |  |
| Schönow (Lage)                        | 5                  | Dorfkern Neuzeit, Wüstung deutsches Mittelalter                                                            | 40671              | Schmetzdorf |                                   |  |
| Schönow, Schönwalde, Zepernick (Lage) | 2, 13, 17          | Siedlung Urgeschichte                                                                                      | 40670              | |                                   |  |